# 1556

## Esdeveniments
Països Catalans
- 13 d'abril - Andorra: Miquel Despuig, co-príncep d'Andorra i bisbe d'Urgell és nomenat bisbe de Lleida; el substitueix el nou bisbe Joan Pérez García de Oliván.[1]
- 5 de desembre - Albuixec, Horta Nord: Albuixec se sotmet als Furs d'Aragó i esdevé municipi independent.
- Montserrat: Benet de Tocco esdevé abat del monestir de Montserrat.

Resta del món

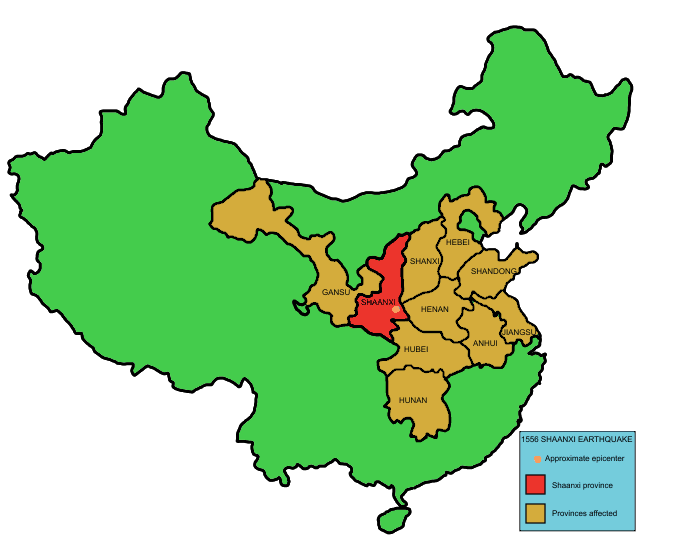
El Terratrèmol de Shaanxi del 23 de gener, matà 830.000 persones

- 16 de gener - Espanya: l'emperador Carles V abdica. El seu fill Felip esdevé rei d'Espanya, mentre que el seu germà Ferran és proclamat Emperador del Sacre Imperi Romanogermànic.
- 24 de gener - Shaanxi, Xina: Terratrèmol de Shaanxi, el més mortífer de la història, amb epicentre a la província de Shaanxi matà 830.000 persones.
- 5 de febrer - Vaucelles, Regne de França: pel tractat de Vaucelles, Enric II de França veu reconegudes nombroses possessions per l'emperador Carles V.[2]
- 14 de febrer - Kalanaur (Panjab (Índia): Akbar el Gran ascendeix al tron de l'imperi Mogol.
- 20 de novembre - Gafsa, Tunísia: Dragut, governador de Trípoli ocupa la ciutat de Gafsa i n'incia una llarga decadència.
- Artigat - Regne de França: el fals Martin Guerre arriba al poble d'Artigat.[3]
- Astracan - Tsarat Rus: el tsar Ivan el Terrible conquereix Astracan, obrint el riu Volga al comerç rus.
- Baixkíria - Tsarat Rus: els baixkirs reconeixen la sobirania de Rússia.
- Basilea - Suïssa: Georgius Agricola publica De re metallica.
- Finlàndia: Joan Vasa és proclamat Gran duc de Finlàndia.[4]
- Kartli - Regne de Geòrgia: un exèrcit persa encapçalat per beglarbeg del Karabakh envaeix el país.
- Països Baixos espanyols: els reis d'Espanya prenen el control de Flandes i les altres províncies meridionals dels Països Baixos.
- Venècia - República de Venècia: Lorenzo Priuli esdevé Dux de Venècia substituint Francesco Venier.[5]
- Venècia - República de Venècia: apareix imprès per Scotus el famós Cançoner d'Uppsala[6]

## Naixements
Països Catalans
Resta del món
- Febrer - Warley Wood, Halifax (Anglaterra): Henry Briggs, matemàtic anglès.
- 11 de setembre - Peralta i Calassanç (Aragó): Josep de Calassanç, fundador de les Escoles Pies.
- 27 de desembre - Bordeus (França): Joana de Lestonnac, santa, fundadora de l'orde Companyia de Maria.
- Araouane (Mali): Ahmad Baba al Massufi, escriptor malià.

## Necrològiques
Països Catalans
Resta del món
- 22 de febrer - Delhi (Índia): Humayun, segon emperador mogol.
- 21 de març - Oxford (Anglaterra): Thomas Cranmer, arquebisbe de Canterbury mor cremat viu.
- 16 d'abril - Nàpols: Giulia Gonzaga, aristòcrata i intel·lectual italiana pròxima a la Reforma protestant (n. 1513).[7]
- 10 de juny - Magdeburg (Alemanya): Martin Agricola, compositor alemany de música renaixentista i teòric de la música.
- 31 de juliol - Roma (Itàlia): Sant Ignasi de Loiola, fundador de la Companyia de Jesús.
- 21 d'octubre - Venècia (Itàlia): Pietro Aretino, poeta, escriptor i dramaturg italià.
- Karbala (Iraq): Muhammad bin Suleyman, poeta conegut com a Fuzûlî, un dels grans contribuents a la literatura del Divan.
- Loreto (Itàlia): Lorenzo Lotto, pintor de l'escola veneciana.
- Santuari de Troitse-Sergiyeva Lavra (Rússia): Màxim el Grec, sant de l'Església Ortodoxa.